# 풀타임 (영화)
《풀타임》(프랑스어: À plein temps, 영어: Full Time)는 2022년에 개봉한 프랑스의 드라마 영화이다. 에리크 그라벨이 감독과 각본을 맡았다. 프랑스는 2022년 3월 16일에,  대한민국은 2022년 8월 18일에 개봉되었다.

## 줄거리
파리의 5성 호텔에서 룸메이드로 일하며 장거리 출퇴근을 하는 쥘리는 파리 교외에서 두 아이를 홀로 기르는 워킹맘이다. 파리에서 벌어지는 파업으로 인해 대중교통 시스템이 마비되기 시작하고 그 와중에 새로운 직장 면접을 우여곡절 끝에 보게 되지만 호텔에서 계속 지적받고 대중교통이 운행되지 않게 되고 결국 해고를 당하게 되는데...

## 출연진

### 주연
- 로르 칼라미 - 쥘리 역

### 조연
- 안 수아레즈 - 실비 역
- 제네비에브 음니히
- 시릴 구에이 - 빈센트 역
- 루시 갈로
- 아가테 드론느 - 소피 역
- 마렘 은디아이
- 올리비에 팔리에